# San Jose del Monte
San Jose del Monte é um cidade de  primeira classe de renda da cidade (d) na província Bulacan, nas Filipinas. De acordo com o censo de 1 de maio  de  2020 possui uma população de 651 813 pessoas e 156 871 domicílios. Marcando o 19° cidade mais populosa nas Filipinas. Faz fronteira com a cidade Caloocan e Cidade Quezon, tanto na Metro Manila, no sul, por Rodriguez, em Rizal, a leste, Santa Maria e Marilao, tanto do Bulacan no oeste, e Norzagaray no norte do Bulacan. 